# Thomas S. Hermansen
Thomas S. Hermansen (3 giugno 1867 – 30 marzo 1930) è stato un direttore della fotografia, regista e produttore cinematografico danese del cinema muto. Nel 1908 fondò la casa di produzione cinematografica Fotorama.

## Filmografia

### Regia
- Aarhusianerne paa Glatis - cortometraggio, documentario (1906)

### Produttore
- Den lille Hornblæser, regia di Eduard Schnedler-Sørensen - cortometraggio (1909)

### Produttore e direttore della fotografia
- Holger Danske, regia di Eduard Schnedler-Sørensen - cortometraggio (1913)

### Direttore della fotografia
- Elverhøj, regia di Gunnar Helsengreen - cortometraggio (1910)